# Academia das Ciências de Lisboa
A Academia das Ciências de Lisboa GCSE (ACL) é uma instituição científica portuguesa e é o órgão consultivo do Governo Português em matéria linguística.
Entre outras missões cabe à Academia incentivar a investigação científica, estimular o estudo da língua e literatura portuguesas e promover o estudo da história portuguesa e das suas relações com outros países.
No que diz respeito à unidade e expansão da língua portuguesa, a Academia deve trabalhar em coordenação com a Academia Brasileira de Letras e com as instituições culturais dos outros países de língua oficial portuguesa e os núcleos portugueses no estrangeiro.

## História
Esta Academia das Ciências de Lisboa teve como antecessora a Academia Real da História Portuguesa fundada em 1720, igualmente com sede em Lisboa.

### Fundação

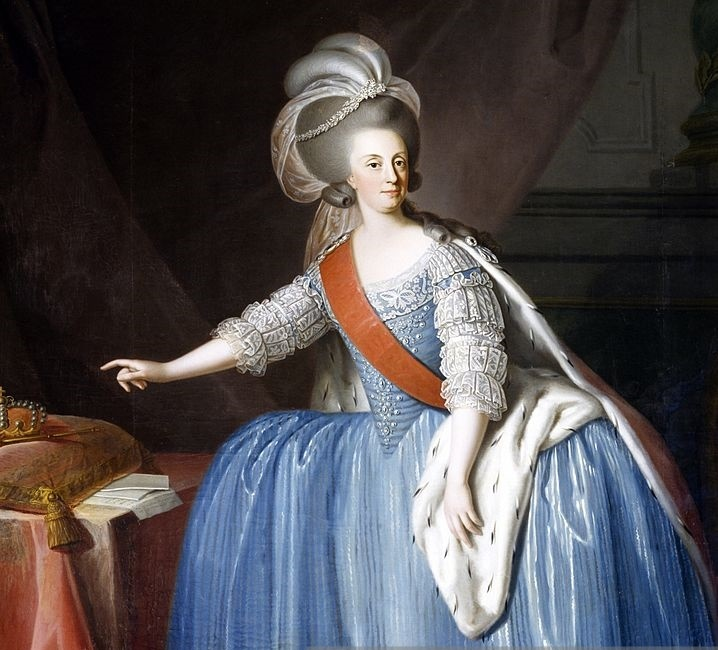
Retrato da Rainha D. Maria I de Portugal, fundadora da Academia Real das Ciências.

A Academia foi fundada no reinado de D. Maria I de Portugal e D. Pedro III de Portugal, a 24 de dezembro de 1779, em pleno Iluminismo, como Academia Real das Ciências de Lisboa.
Com o beneplácito da rainha, os seus fundadores foram, respectivamente o seu primeiro presidente e grande mentor o 2.º Duque de Lafões e o primeiro secretário o Abade Correia da Serra, que eram férreos opositores do regime do marquês de Pombal.
A criação deste estabelecimento insere-se numa corrente antipombalina, claramente, contra o estudo das humanidades, que o Marquês fizera questão em manter. Na altura foram criada com duas classes, uma de Ciências e outra de Belas Letras.
Em 1783, D. Maria I e D. Pedro III declararam-se protectores da Academia que, desta forma, recebeu o título de Real Academia.
No século XIX, a meados da década de 30, a Academia empenhou-se na plantação de oliveiras por todo o país e na criação de uma aula de Zoologia, orientada pelo Padre Joseph Mayne.
Em 1851, tinha duas classes autónomas que publicavam os seus próprios boletins: Letras e Ciências.

### A República
Depois da implantação da República, passou designar-se Academia das Ciências de Lisboa., coexistindo com a Academia das Ciências de Portugal com os seus estatutos recentemente aprovados.

### Instalações

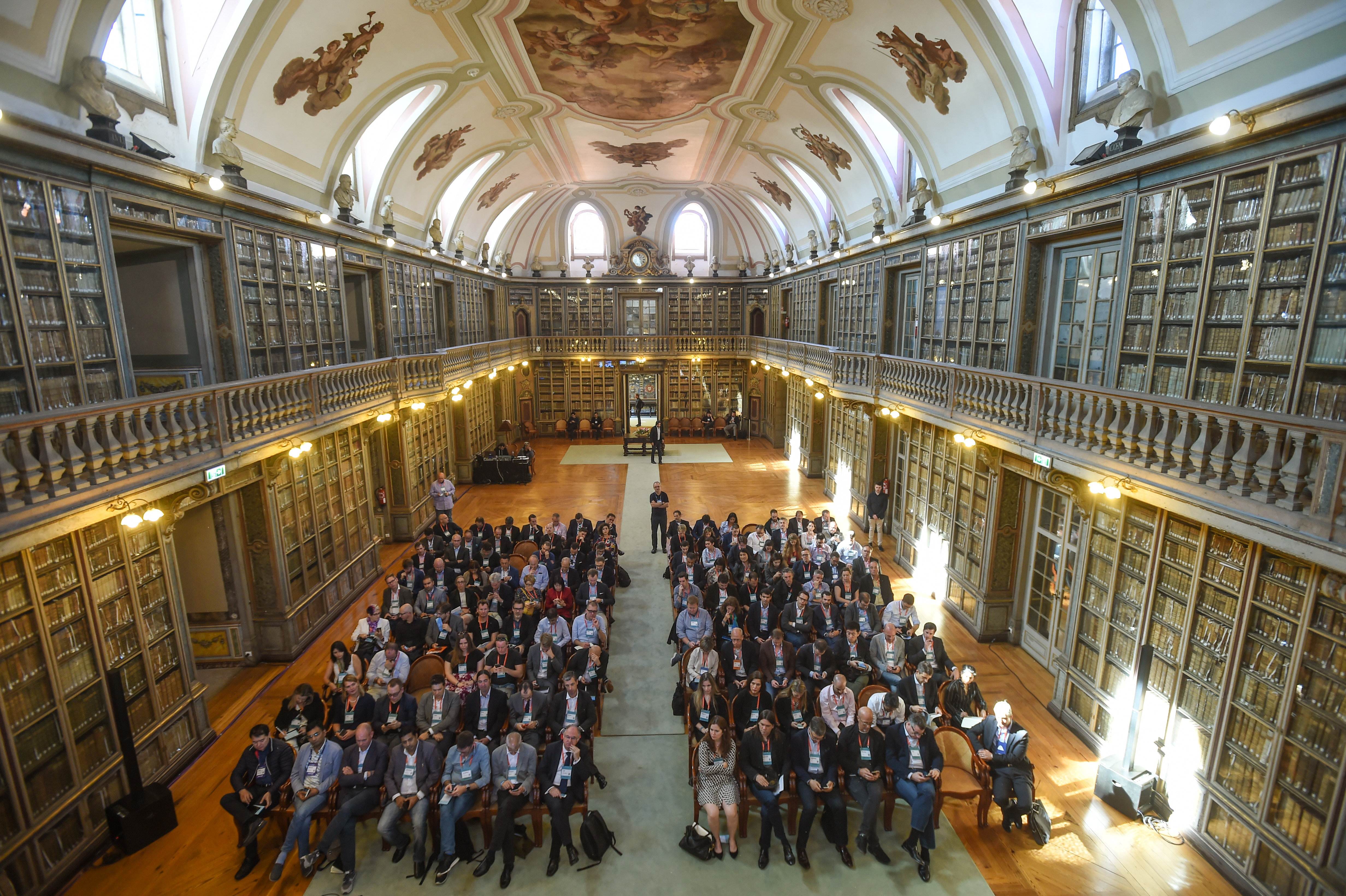
Biblioteca da Academia das Ciências de Lisboa.

A Academia encontra-se, desde outubro de 1834, instalada no antigo Convento de Nossa Senhora de Jesus da Ordem Terceira de São Francisco, na Rua da Academia das Ciências, n.º 19, na parte baixa do Bairro Alto, em Lisboa.
Ao longo da sua história a Academia conheceu seis moradas oficiais.
A primeira sede da Academia foi no Palácio das Necessidades, após a extinção das ordens religiosas.
Em 1834 - Na sequência da extinção das ordens religiosas, a comunidade franciscana sai do Convento de Nossa Senhora de Jesus da Ordem Terceira de São Francisco, em Lisboa.
Em 26 e 27 outubro de 1834, dois decretos procedem à doação do edifício do convento à Academia, para seu perpétuo estabelecimento, incluindo-se na doação a livraria, o Museu de História Natural e de Artefactos e a galeria de pinturas;
Em 1836 - O Ministério do Reino incumbiu a Academia de instalar um jardim botânico na cerca conventual;
Em 1838 - Instalação em parte das dependências conventuais do Gabinete de História Natural;
Em 1858 - A pedido de D. Pedro V a Academia cede o segundo andar e algumas dependências do primeiro à Comissão Geológica;
Em 1859 - Instalação do Curso Superior de Letras na ala Oeste do edifício;
Entre 1859-1891 - Novas cedências de espaço para o Curso Superior de Letras (claustro, 2 salas do r/c e compartimentos no 1º andar);
Em 27 de janeiro de 1891 - Decreto onde a Academia aceita a cedência de instalações sob a condição de reverterem de novo ao serviço da Academia logo que possível;
Em 1895 - Funcionamento do Parlamento na Biblioteca da Academia das Ciências de Lisboa, devido ao incêndio que se registara no Palácio de São Bento;
Em 1903 - construção do Liceu Passos Manuel na antiga cerca do convento;
Entre 1910 e 1911 - Extinção da tipografia da Academia das Ciências, que funcionava na cave do edifício, transitando materiais e pessoal para a Imprensa Nacional; transferência definitiva do Liceu Passos Manuel para as novas instalações.

### Condecorações
Em 28 de maio de 1930, a Academia foi agraciada com a Grã-Cruz da Ordem Militar de Sant'Iago da Espada.

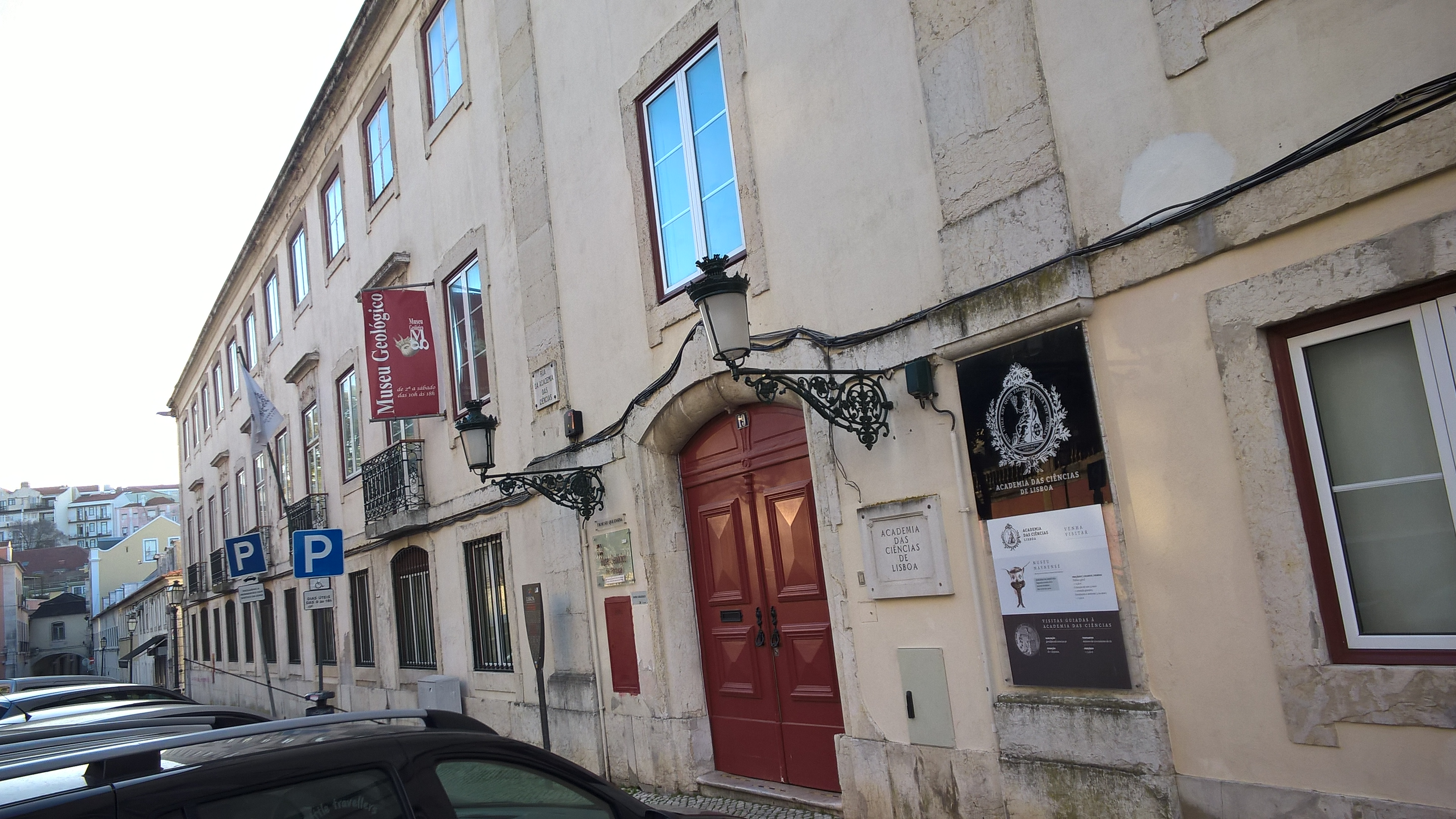
Entrada da Academia das Ciências de Lisboa, na rua do mesmo nome, em Lisboa.

## Estatutos
Os Estatutos da Academia das Ciências foram aprovados pelo Decreto-Lei n.º 5/78, de 12 de janeiro, alterado pelos Decretos-Leis 390/87, de 31 de dezembro, 179/96, de 24 de setembro, 53/2002, de 2 de março, 90/2005, de 3 de junho, 157/2015, de 10 de agosto, com republicação.

## Classes, secções  e institutos
A Academia das Ciências de Lisboa é constituída por duas classes académicas, a Classe de Ciências e a Classe de Letras, e compreende o Instituto de Altos Estudos e o Instituto de Lexicologia e Lexicografia da Língua Portuguesa.

### Classes
À época da fundação, a Academia era formada por três classes (Ciências Naturais, Ciências Exactas e Belas-Letras). Em 1851, as duas primeiras juntaram-se na Classe de Ciências e a segunda deu origem à Classe de Letras. As classes organizam-se em secções.

#### Secções da Classe de Ciências
As secções da Classe de Ciências são as seguintes:
- 1.ª — Matemática;
- 2.ª — Física;
- 3.ª — Química;
- 4.ª — Ciências da Terra e do Espaço;
- 5.ª — Ciências Biológicas;
- 6.ª — Ciências Médicas e da Saúde;
- 7.ª — Ciências da Engenharia;
- 8.ª — Ciências e Tecnologias da Informação;
- 9.ª — Tecnologias, Conhecimento e Sociedade.

#### Secções da Classe de Letras
As secções da Classe de Letras são as seguintes:
- 1.ª secção — Literatura e Estudos Literários;
- 2.ª secção — Filologia e Linguística;
- 3.ª secção — Filosofia, Psicologia e Ciências da Educação;
- 4.ª secção — História;
- 5.ª secção — Direito;
- 6.ª secção — Economia e Finanças;
- 7.ª secção — Ciências Sociais e Políticas;
- 8.ª Secção — Geografia e Ordenamento do Território;
- 9.ª Secção — Comunicação e Artes.[17]

#### Órgãos das classes
Cada classe tem um presidente e um vice-presidente, um secretário e um vice-secretário. O presidente e o vice-presidente, o secretário-geral e o vice-secretário-geral da Academia são, por inerência, respetivamente, presidentes e secretários das classes a que pertencerem. Os vice-presidentes e vice -secretários das classes são eleitos anualmente por escrutínio secreto.

### Institutos

#### Instituto de Altos Estudos
Aberto a peritos e cientistas não pertencentes à Academia, este Instituto tem por objetivo a promoção de estudos avançados em Ciências e Humanidades.

#### Instituto de Lexicologia e Lexicografia da Língua Portuguesa
Este Instituto visa estimular a preservação e expansão da língua portuguesa, estando aberto também à participação de peritos e cientistas não pertencentes à Academia. De entre as obras realizadas pelo Instituto de Lexicologia e Lexicografia da ACL conta-se o Dicionário da Língua Portuguesa Contemporânea.

## Presidência da Academia
A presidência da Academia é constituída por um presidente e por um vice-presidente, eleitos pelo plenário da Academia por um período de três anos, devendo pertencer a classes diferentes.
No biénio 2025-2026, a  Academia é dirigida por José Francisco Rodrigues, presidente da Academia e presidente da Classe de Ciências, e José Luís Cardoso, vice-presidente da Academia e presidente da Classe de Letras.
Entre os antigos presidentes podemos encontrar nomes como Adriano Moreira e Eduardo Arantes e Oliveira.

## Outros cargos académicos
Os restantes cargos estão assim atribuídos:
- Vice-presidente da Classe de Ciências - Miguel Miranda;
- Vice-presidente da Classe de Letras - Maria da Glória Garcia;
- Secretária-geral e secretária da Classe de Ciências - Isabel Sá-Correia;
- Vice-secretária-geral e secretária da Classe de Letras - Maria Lucinda Fonseca;
- Tesoureiro - Luís de Oliveira e Silva;
- Vice-secretário da Classe de Ciências - Fernando Ferreira;
- Vice-secretário da Classe de Letras - José Esteves Pereira;
- Inspetor da Biblioteca - Henrique Leitão;
- Presidente do Instituto de Altos Estudos - Maria Salomé Pais;
- Presidente do Instituto de Lexicologia e Lexicografia da Língua Portuguesa - Ana Salgado;
- Diretor do Museu Maynense - João Luís Cardoso;
- Presidente do Seminário de Jovens Cientistas - Pedro Pita Barros;
- Diretor do Arquivo Histórico - José Augusto de Sottomayor-Pizarro.

## Académicos
Cada uma das secções tem sócios efetivos (sete académicos) e sócios correspondentes (14 académicos). Além destes, conta ainda com sócios correspondentes brasileiros, sócios correspondentes estrangeiros, sócios honorários e sócios eméritos.

### Classe de Ciências
| Secção                                                        | Nome                               | Eleição | Ref. |
| ------------------------------------------------------------- | ---------------------------------- | ------- | ---- |
| 1.ª Secção Matemática                                         | João Paulo Dias                    | 2007    |      |
| 1.ª Secção Matemática                                         | José Francisco Rodrigues           | 2009    |      |
| 1.ª Secção Matemática                                         | João Filipe Queiró                 | 2015    |      |
| 1.ª Secção Matemática                                         | Hugo Beirão da Veiga               | 2017    |      |
| 1.ª Secção Matemática                                         | Maria Ivette Gomes                 | 2018    |      |
| 1.ª Secção Matemática                                         | Fernando Ferreira                  | 2022    |      |
| 1.ª Secção Matemática                                         | Eduardo Marques de Sá              | 2023    |      |
| 2.ª Secção Física                                             | Filipe Duarte Santos               | 1999    |      |
| 2.ª Secção Física                                             | Paulo Peixeiro de Freitas          | 2016    |      |
| 2.ª Secção Física                                             | António Amorim Barbosa             | 2020    |      |
| 2.ª Secção Física                                             | João Pedro Conde                   | 2022    |      |
| 2.ª Secção Física                                             | Nuno Peres                         | 2022    |      |
| 2.ª Secção Física                                             | Luís Carlos                        | 2023    |      |
| 2.ª Secção Física                                             | Luís de Oliveira e Silva           | 2024    |      |
| 3.ª Secção Química                                            | Armando Pombeiro                   | 1988    |      |
| 3.ª Secção Química                                            | António Varandas                   | 2020    |      |
| 3.ª Secção Química                                            | João Rocha                         | 2020    |      |
| 3.ª Secção Química                                            | José Galhardas de Moura            | 2020    |      |
| 3.ª Secção Química                                            | José Abrunheiro da Silva Cavaleiro | 2023    |      |
| 3.ª Secção Química                                            | José Luís Figueiredo               | 2023    |      |
| 3.ª Secção Química                                            | Victor Lobo                        | 2023    |      |
| 4.ª Secção Ciências da Terra e do Espaço                      | Miguel Telles Antunes              | 2000    |      |
| 4.ª Secção Ciências da Terra e do Espaço                      | António Ribeiro                    | 2000    |      |
| 4.ª Secção Ciências da Terra e do Espaço                      | José Pereira Osório                | 2013    |      |
| 4.ª Secção Ciências da Terra e do Espaço                      | Manuel Lemos de Sousa              | 2014    |      |
| 4.ª Secção Ciências da Terra e do Espaço                      | Fernando Barriga                   | 2020    |      |
| 4.ª Secção Ciências da Terra e do Espaço                      | Miguel Miranda                     | 2022    |      |
| 4.ª Secção Ciências da Terra e do Espaço                      | José Miguel Cardoso Pereira        | 2022    |      |
| 5.ª Secção Ciências Biológicas                                | Maria Salomé Pais                  | 2005    |      |
| 5.ª Secção Ciências Biológicas                                | Rui Malhó                          | 2016    |      |
| 5.ª Secção Ciências Biológicas                                | Cecília Leão                       | 2019    |      |
| 5.ª Secção Ciências Biológicas                                | Helena Santos                      | 2019    |      |
| 5.ª Secção Ciências Biológicas                                | Ricardo Serrão Santos              | 2022    |      |
| 5.ª Secção Ciências Biológicas                                | Nuno Ferrand                       | 2022    |      |
| 5.ª Secção Ciências Biológicas                                | Isabel Sá-Correia                  | 2023    |      |
| 6.ª Secção Ciências Médicas e da Saúde                        | José Manuel Toscano Rico           | 1988    |      |
| 6.ª Secção Ciências Médicas e da Saúde                        | Alexandre Castro Caldas            | 2017    |      |
| 6.ª Secção Ciências Médicas e da Saúde                        | Jorge Soares                       | 2020    |      |
| 6.ª Secção Ciências Médicas e da Saúde                        | Manuel Sobrinho Simões             | 2022    |      |
| 6.ª Secção Ciências Médicas e da Saúde                        | José Pereira Miguel                | 2024    |      |
| 7.ª Secção Ciências da Engenharia e Outras Ciências Aplicadas | Manuela Chaves                     | 2001    |      |
| 7.ª Secção Ciências da Engenharia e Outras Ciências Aplicadas | Luís Aires-Barros                  | 2010    |      |
| 7.ª Secção Ciências da Engenharia e Outras Ciências Aplicadas | Carlos de Sousa Oliveira           | 2022    |      |
| 7.ª Secção Ciências da Engenharia e Outras Ciências Aplicadas | Rui Martins                        | 2022    |      |
| 7.ª Secção Ciências da Engenharia e Outras Ciências Aplicadas | António Reis                       | 2022    |      |
| 7.ª Secção Ciências da Engenharia e Outras Ciências Aplicadas | Hélder Rodrigues                   | 2023    |      |
| 7.ª Secção Ciências da Engenharia e Outras Ciências Aplicadas | Paulo Tavares de Castro            | 2023    |      |
| 8.ª Secção Ciências e Tecnologias da Informação               | Carlos Salema                      | 2007    |      |
| 8.ª Secção Ciências e Tecnologias da Informação               | José Fonseca de Moura              | 2022    |      |
| 8.ª Secção Ciências e Tecnologias da Informação               | Mário Figueiredo                   | 2023    |      |
| 9.ª Secção Tecnologias, Conhecimento e Sociedade              | Rui Vilela Mendes                  | 2008    |      |
| 9.ª Secção Tecnologias, Conhecimento e Sociedade              | Henrique Leitão                    | 2015    |      |
| 9.ª Secção Tecnologias, Conhecimento e Sociedade              | João Queiroz e Melo                | 2017    |      |
| 9.ª Secção Tecnologias, Conhecimento e Sociedade              | João Luís Cardoso                  | 2022    |      |

### Classe de Letras
| Secção                                                  | Nome                               | Eleição | Ref.   |
| ------------------------------------------------------- | ---------------------------------- | ------- | ------ |
| 1.ª Secção Literatura e Estudos Literários              | Artur Anselmo                      | 1999    |        |
| 1.ª Secção Literatura e Estudos Literários              | Teresa Rita Lopes                  | 2013    |        |
| 1.ª Secção Literatura e Estudos Literários              | Manuel Alegre                      | 2016    | [ 26 ] |
| 1.ª Secção Literatura e Estudos Literários              | Hélder Macedo                      | 2016    | [ 26 ] |
| 1.ª Secção Literatura e Estudos Literários              | Helena Carvalhão Buescu            | 2022    |        |
| 1.ª Secção Literatura e Estudos Literários              | José Manuel Mendes                 | 2023    |        |
| 1.ª Secção Literatura e Estudos Literários              | José Carlos Vasconcelos            | 2024    |        |
| 2.ª Secção Filologia e Linguística                      | Telmo Verdelho                     | 2016    |        |
| 2.ª Secção Filologia e Linguística                      | José Adriano de Freitas Carvalho   | 2016    |        |
| 2.ª Secção Filologia e Linguística                      | Carlos Ascenso André               | 2020    |        |
| 2.ª Secção Filologia e Linguística                      | Isabel Almeida                     | 2022    |        |
| 2.ª Secção Filologia e Linguística                      | Ana Salgado                        | 2022    |        |
| 3.ª Secção Filosofia, Psicologia e Ciências da Educação | António Braz Teixeira              | 1997    |        |
| 3.ª Secção Filosofia, Psicologia e Ciências da Educação | Michel Renaud                      | 2012    |        |
| 3.ª Secção Filosofia, Psicologia e Ciências da Educação | Manuel Viegas Abreu                | 2016    |        |
| 3.ª Secção Filosofia, Psicologia e Ciências da Educação | Leonel Ribeiro dos Santos          | 2017    |        |
| 3.ª Secção Filosofia, Psicologia e Ciências da Educação | António Sampaio da Nóvoa           | 2022    |        |
| 3.ª Secção Filosofia, Psicologia e Ciências da Educação | José Esteves Pereira               | 2022    |        |
| 3.ª Secção Filosofia, Psicologia e Ciências da Educação | Acílio Estanqueiro Rocha           | 2023    |        |
| 4.ª Secção História                                     | António Dias Farinha               | 1999    |        |
| 4.ª Secção História                                     | Luís de Oliveira Ramos             | 2013    |        |
| 4.ª Secção História                                     | Vítor Serrão                       | 2015    |        |
| 4.ª Secção História                                     | Maria Helena da Cruz Coelho        | 2022    |        |
| 4.ª Secção História                                     | Maria Emília Madeira Santos        | 2022    |        |
| 4.ª Secção História                                     | José Augusto de Sottomayor-Pizarro | 2022    |        |
| 4.ª Secção História                                     | José d’Encarnação                  | 2023    |        |
| 5.ª Secção Direito                                      | Mário Júlio de Almeida Costa       | 1989    |        |
| 5.ª Secção Direito                                      | António Menezes Cordeiro           | 2010    |        |
| 5.ª Secção Direito                                      | Rui Figueiredo Marcos              | 2018    |        |
| 5.ª Secção Direito                                      | Maria da Glória Garcia             | 2021    |        |
| 5.ª Secção Direito                                      | António Abrantes Geraldes          | 2024    |        |
| 6.ª Secção Economia e Finanças                          | José Luís Cardoso                  | 2004    |        |
| 6.ª Secção Economia e Finanças                          | Jorge Braga de Macedo              | 2008    |        |
| 6.ª Secção Economia e Finanças                          | Manuel Porto                       | 2008    |        |
| 6.ª Secção Economia e Finanças                          | Jaime Reis                         | 2016    |        |
| 6.ª Secção Economia e Finanças                          | João Alberto Sousa Andrade         | 2023    |        |
| 6.ª Secção Economia e Finanças                          | António Soares Pinto Barbosa       | 2023    |        |
| 6.ª Secção Economia e Finanças                          | Pedro Pita Barros                  | 2024    |        |
| 7.ª Secção Ciências Sociais e Políticas                 | António Valdemar                   | 2008    |        |
| 7.ª Secção Ciências Sociais e Políticas                 | José Barata-Moura                  | 2013    |        |
| 7.ª Secção Ciências Sociais e Políticas                 | Bernardo Jerosch Herold            | 2016    |        |
| 7.ª Secção Ciências Sociais e Políticas                 | António Barreto                    | 2018    |        |
| 7.ª Secção Ciências Sociais e Políticas                 | António Silva Ribeiro              | 2018    |        |
| 7.ª Secção Ciências Sociais e Políticas                 | Manuel Braga da Cruz               | 2022    |        |
| 8.ª Secção Geografia e Ordenamento do Território        | Jorge Barbosa Gaspar               | 2013    |        |
| 8.ª Secção Geografia e Ordenamento do Território        | Maria Lucinda Fonseca              | 2020    |        |
| 8.ª Secção Geografia e Ordenamento do Território        | Fernanda Delgado Cravidão          | 2022    |        |
| 8.ª Secção Geografia e Ordenamento do Território        | João Ferrão                        | 2022    |        |
| 8.ª Secção Geografia e Ordenamento do Território        | João Carlos dos Santos Garcia      | 2022    |        |
| 9.ª Secção Comunicação e Artes                          | Mário Vieira de Carvalho           | 2022    |        |
| 9.ª Secção Comunicação e Artes                          | Guilherme d'Oliveira Martins       | 2022    |        |

## As  vítimas do terramoto de 1755
Em 2004, ao proceder-se a obras de manutenção no pavimento do claustro, foram descobertas sepulturas com ossadas amontoadas. Após investigações preliminares feitas pelo director do Museu Maynense da Academia das Ciências de Lisboa, Miguel Telles Antunes, descobriu-se que, misturadas com as ossadas dos frades do convento, estavam ossadas das vítimas do Terramoto de 1755. As ossadas têm sido estudadas por diversos investigadores, tendo sido feitos dois colóquios inter-académicos no Salão Nobre da ACL sobre esta temática.

## Galeria

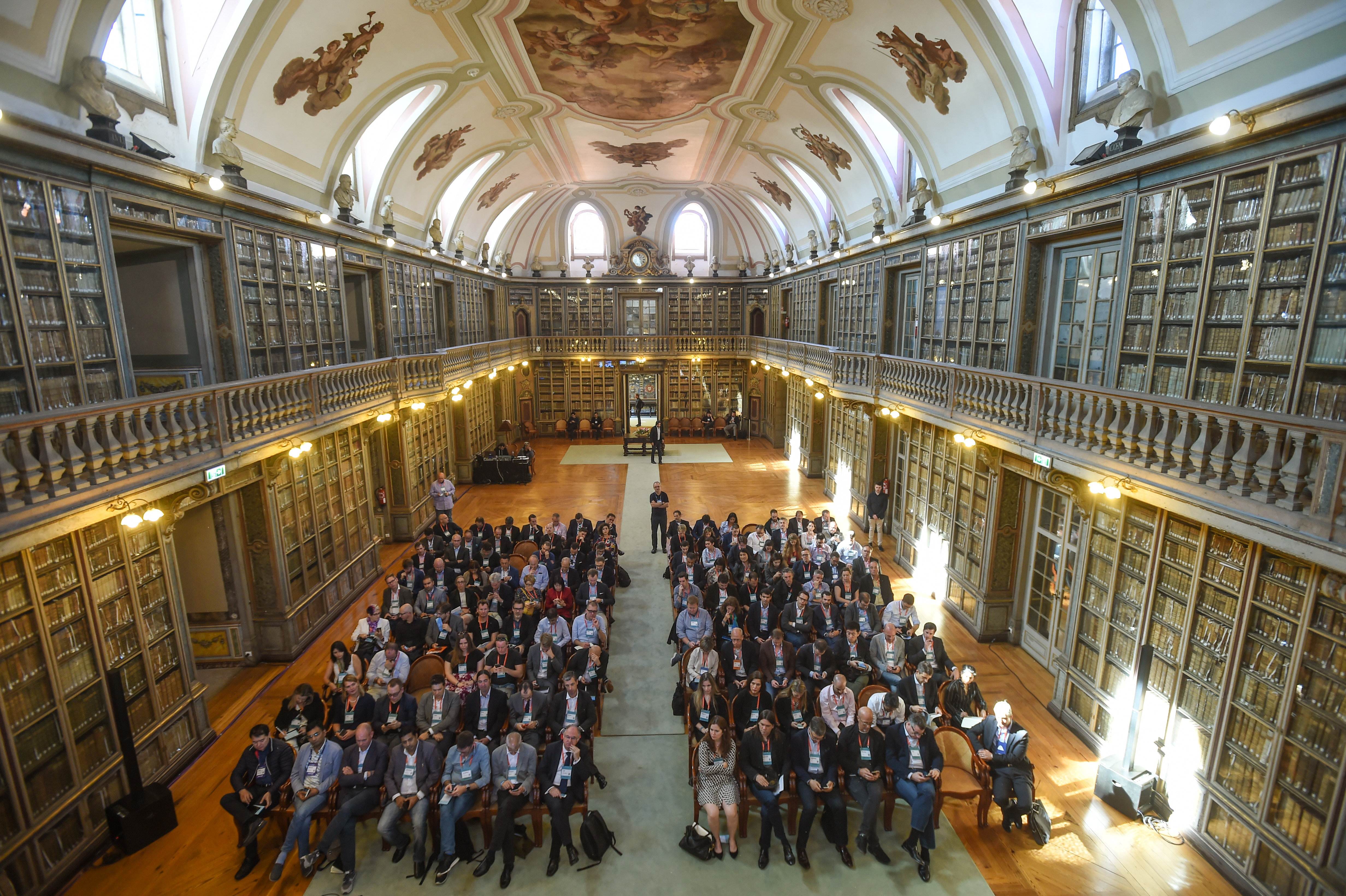
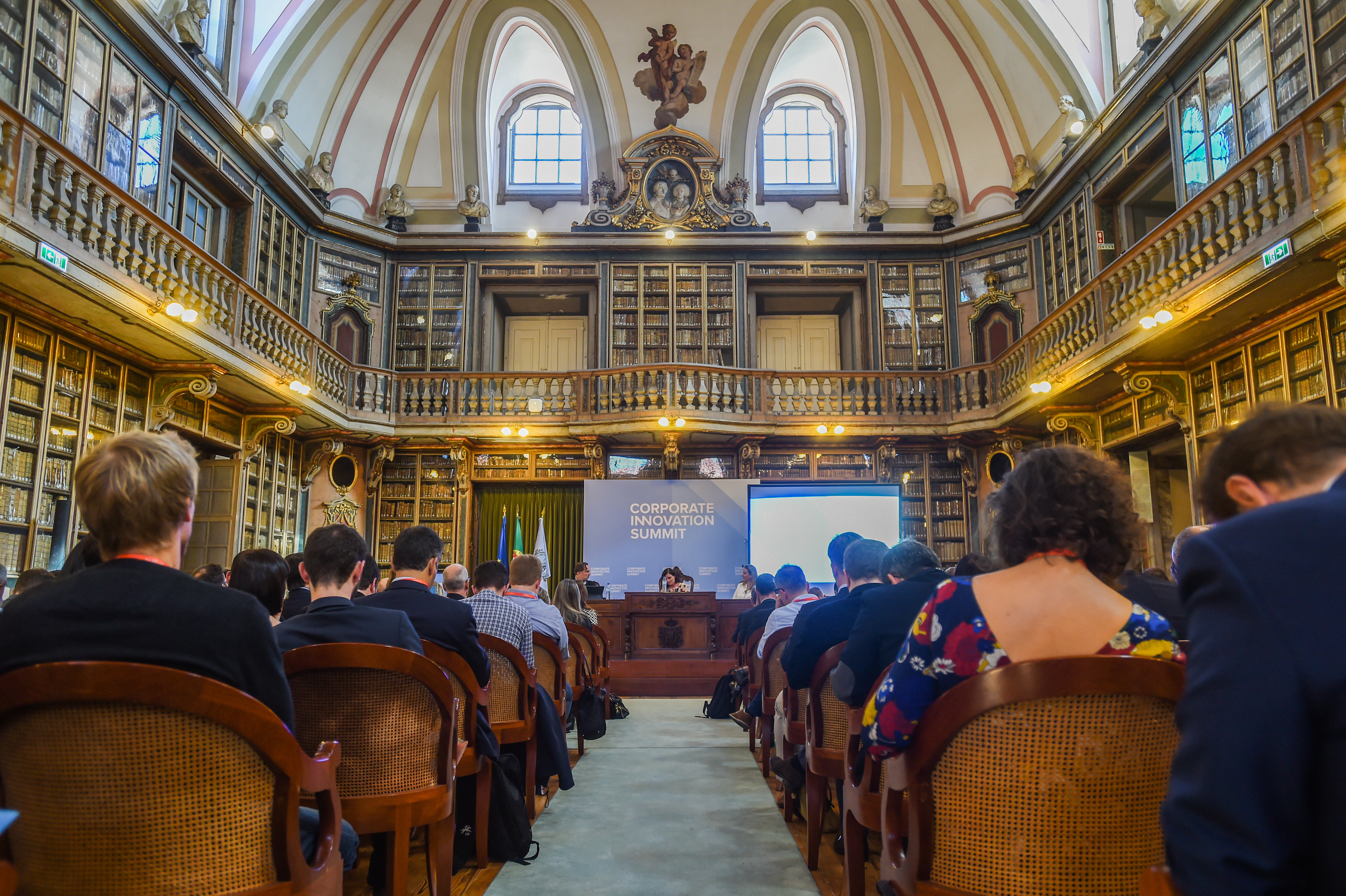
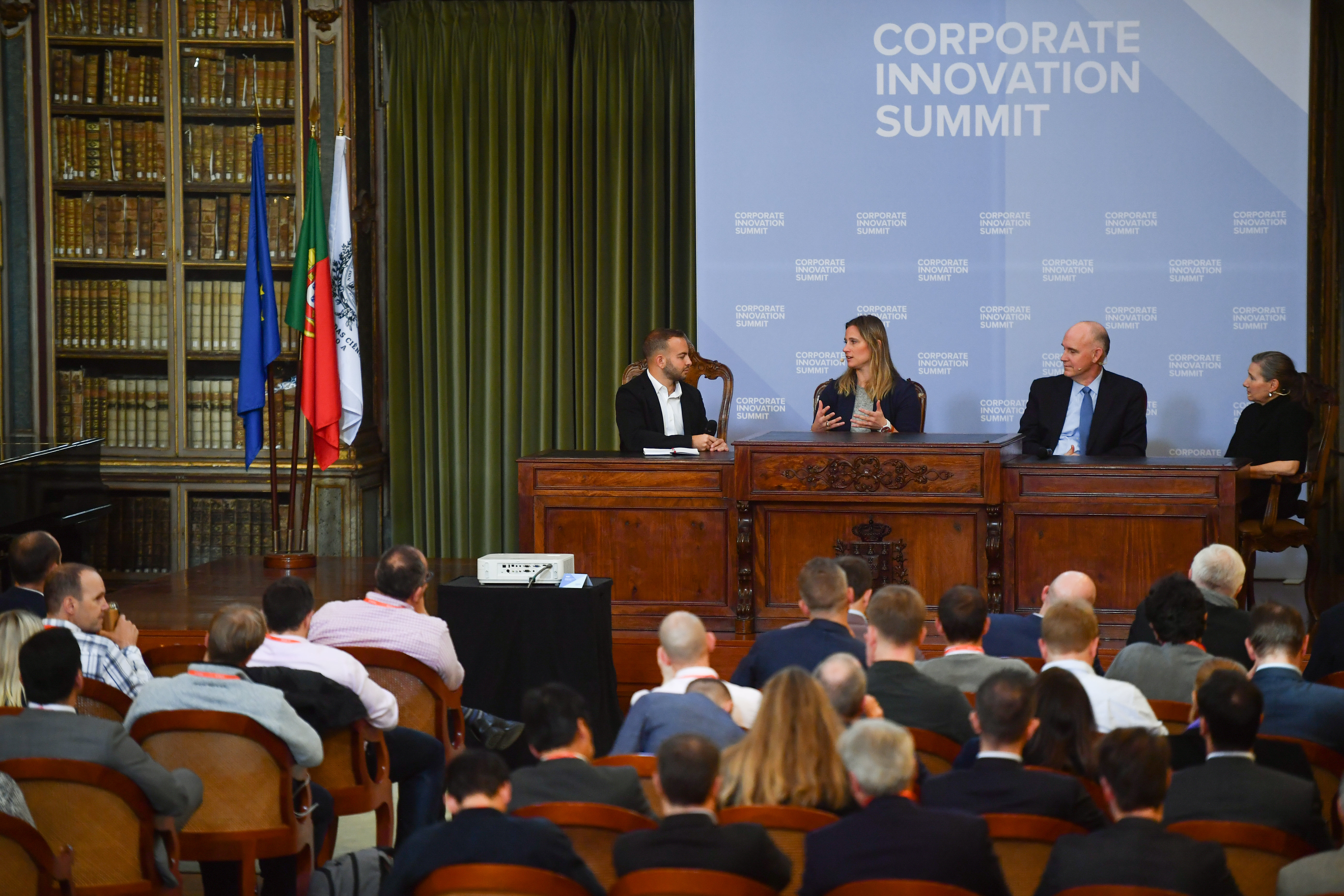
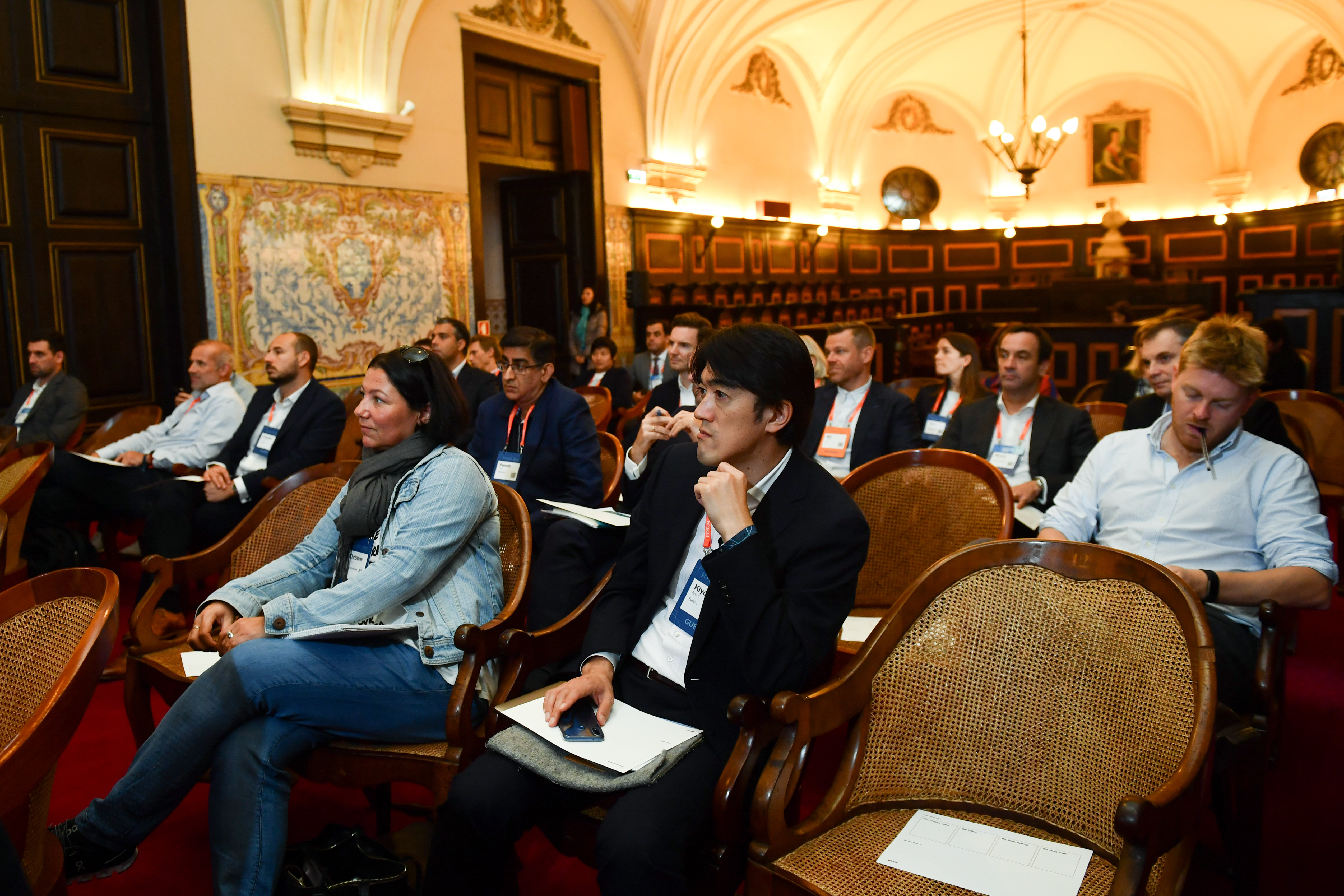
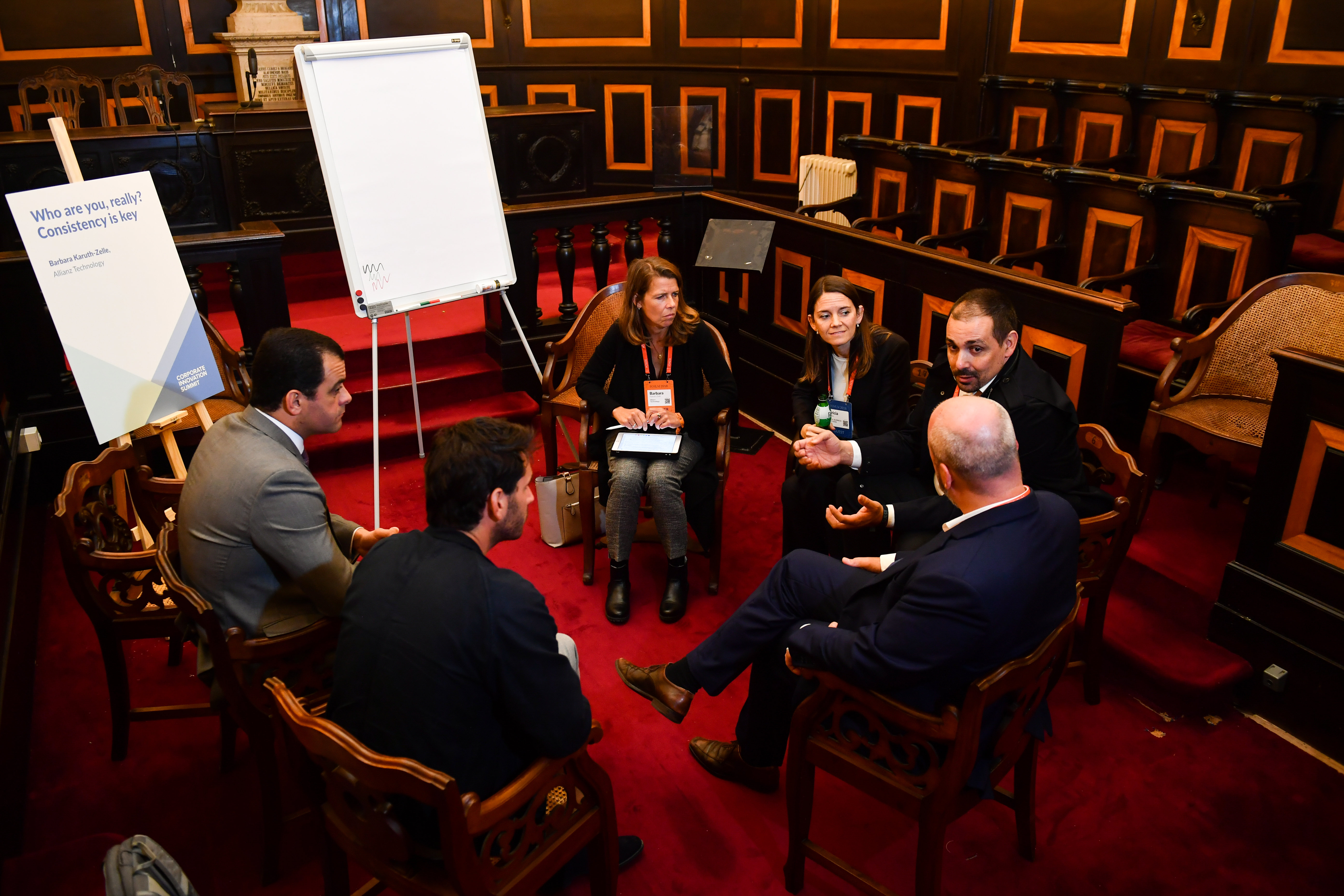
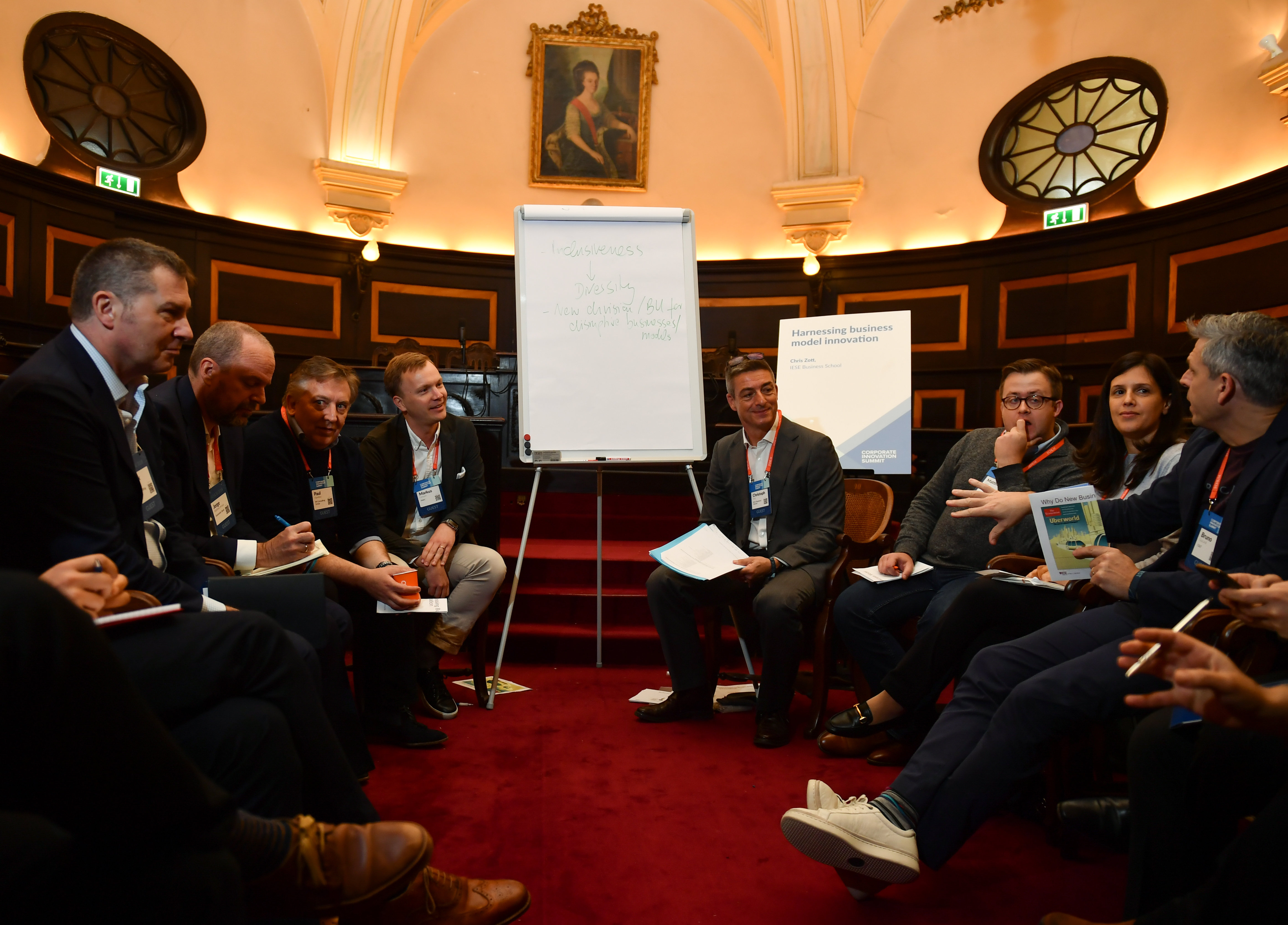
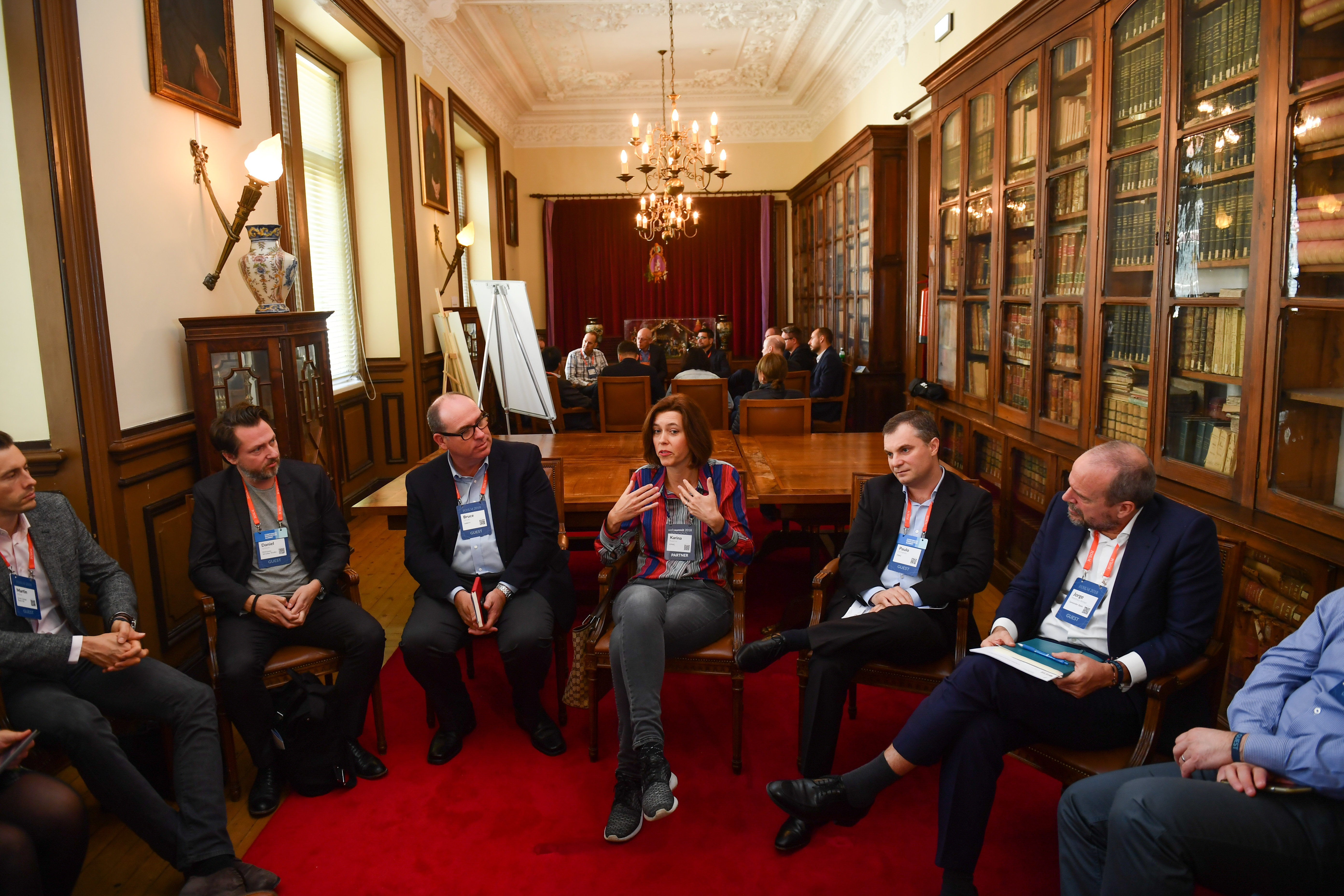
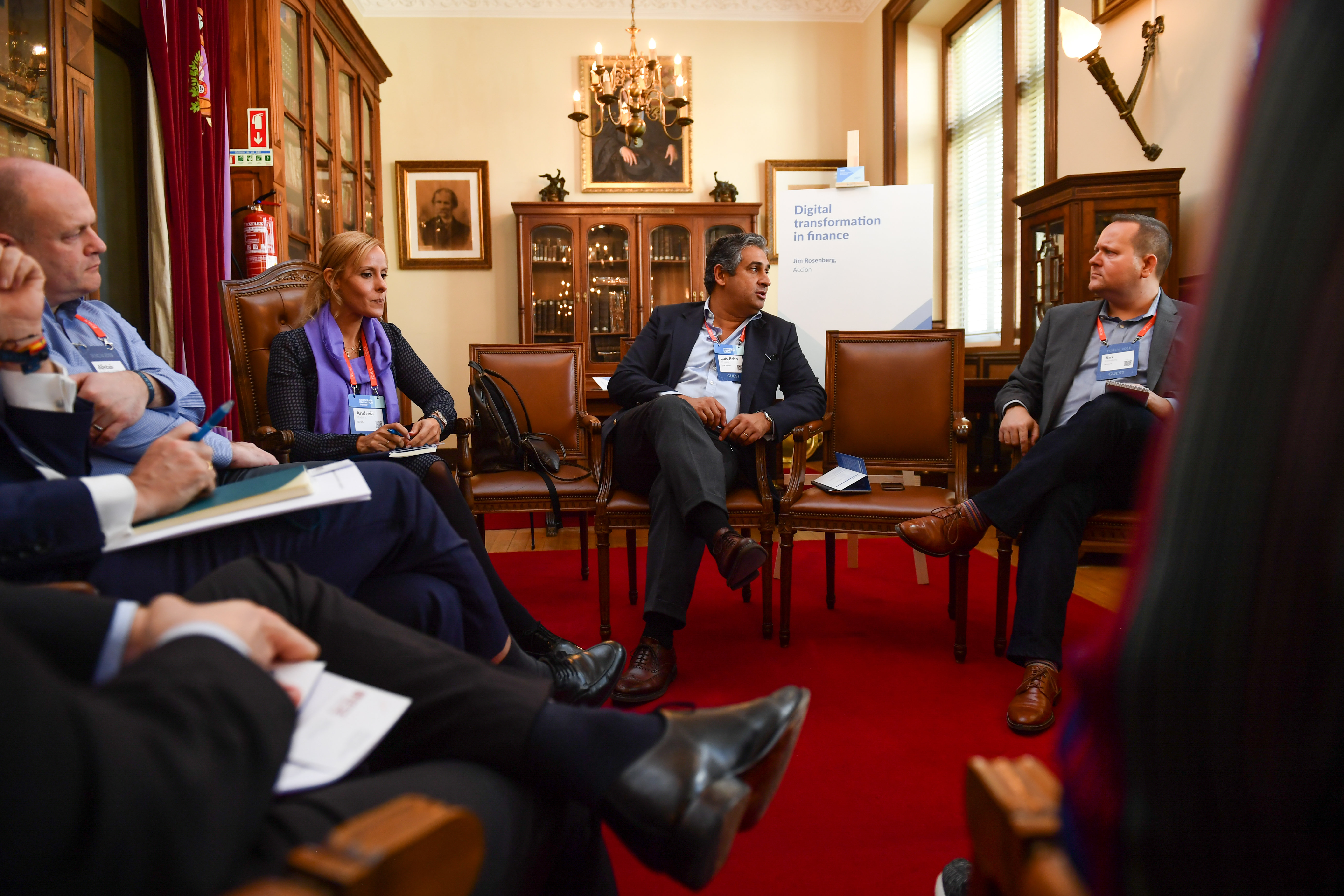
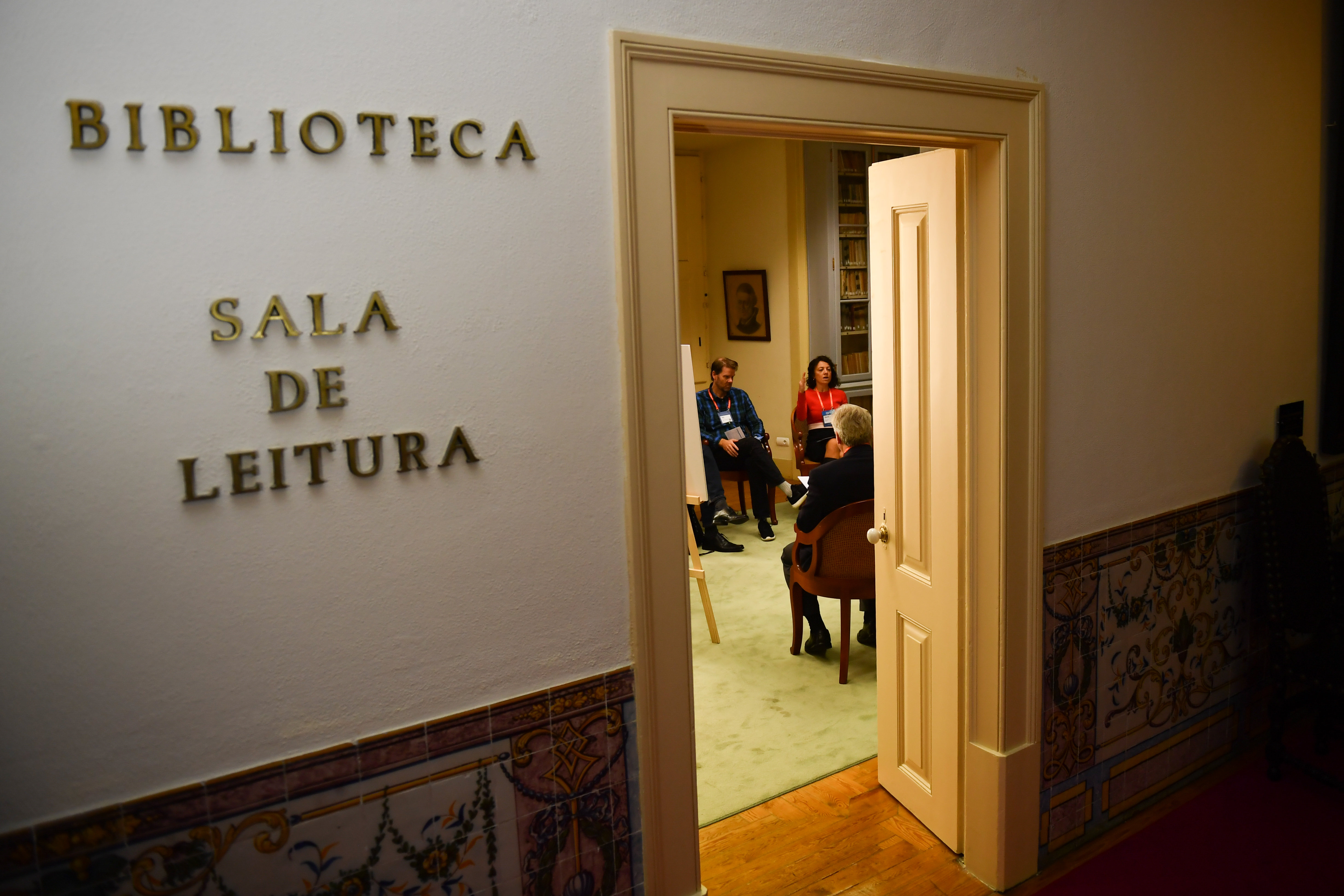
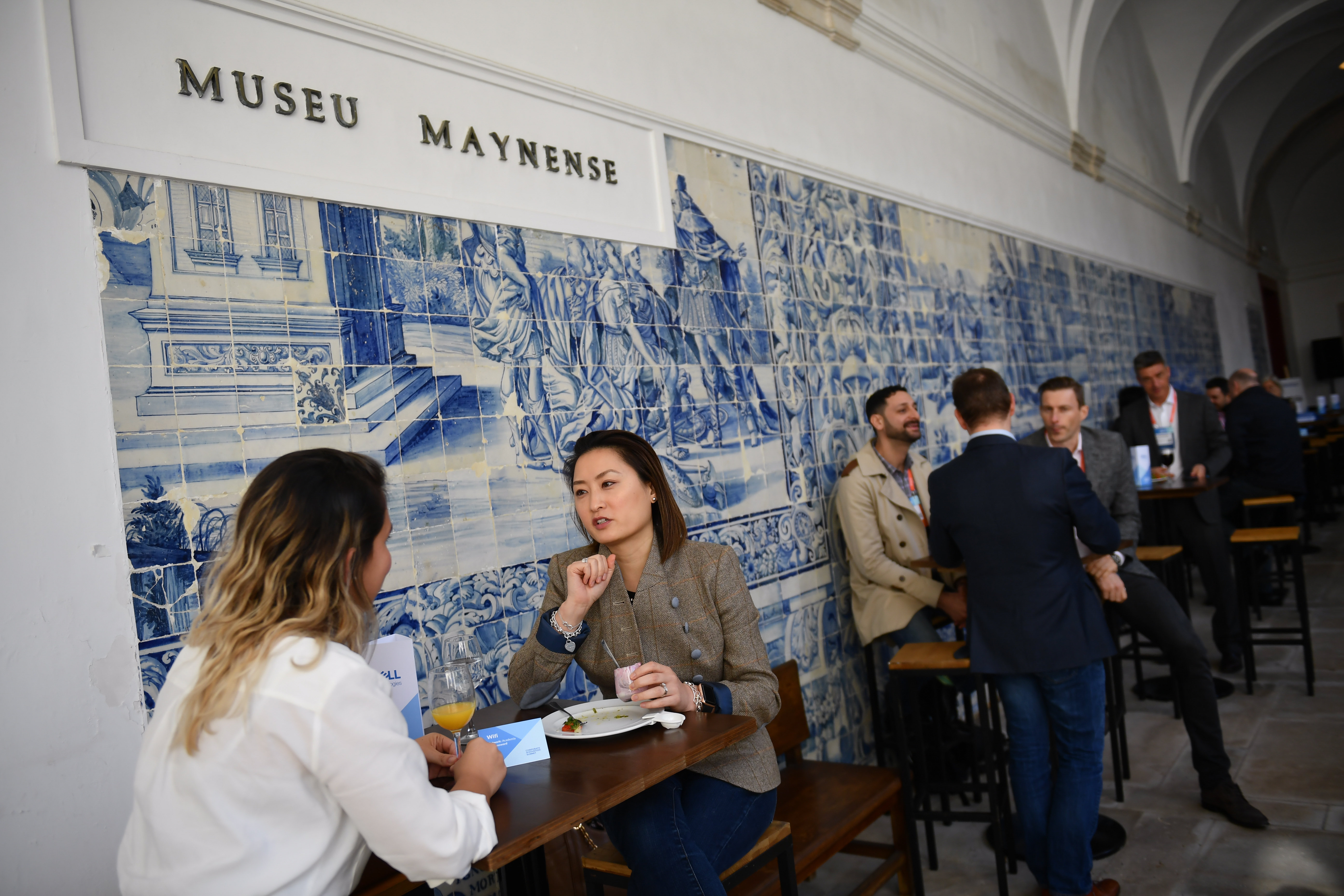
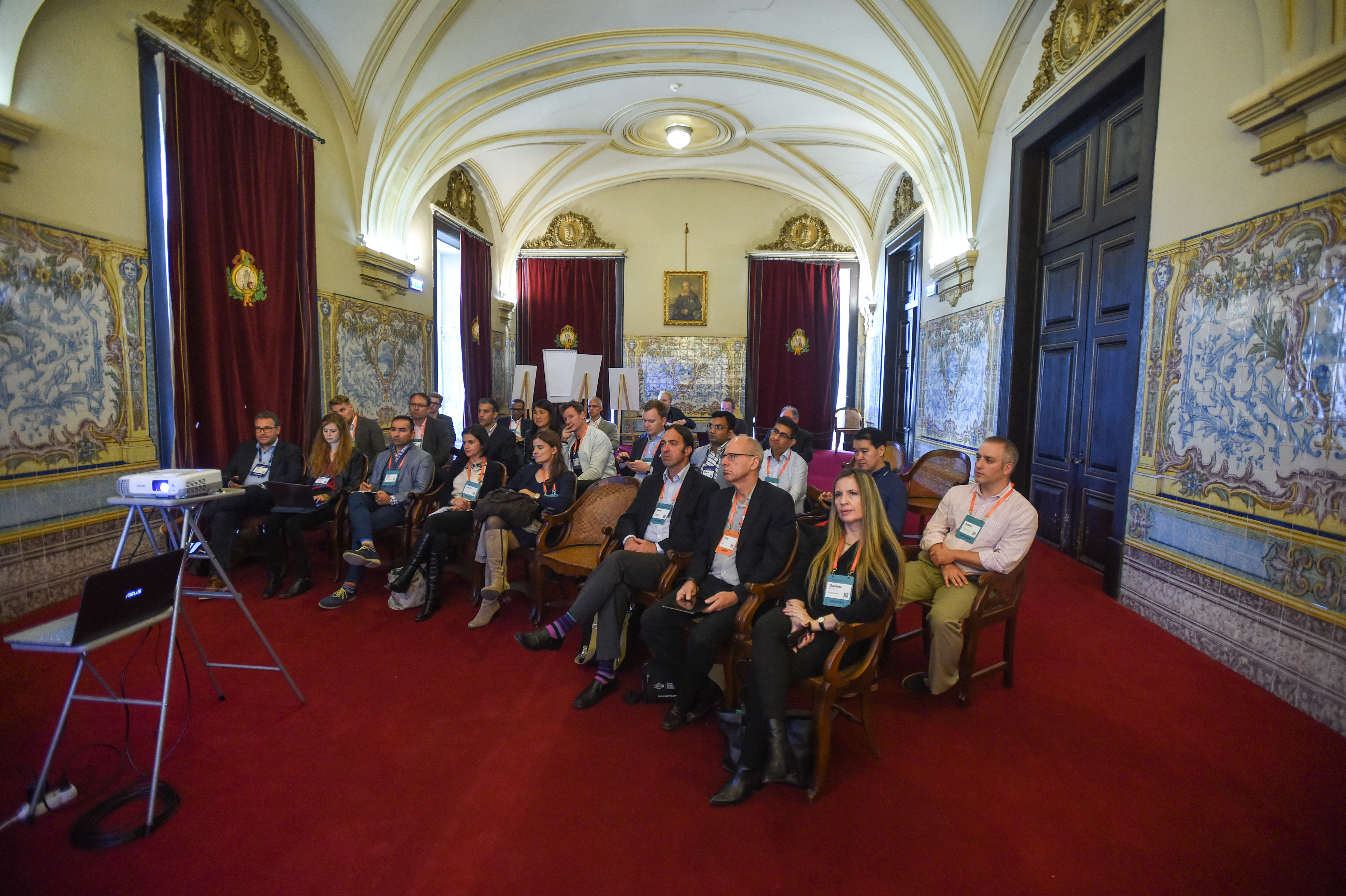
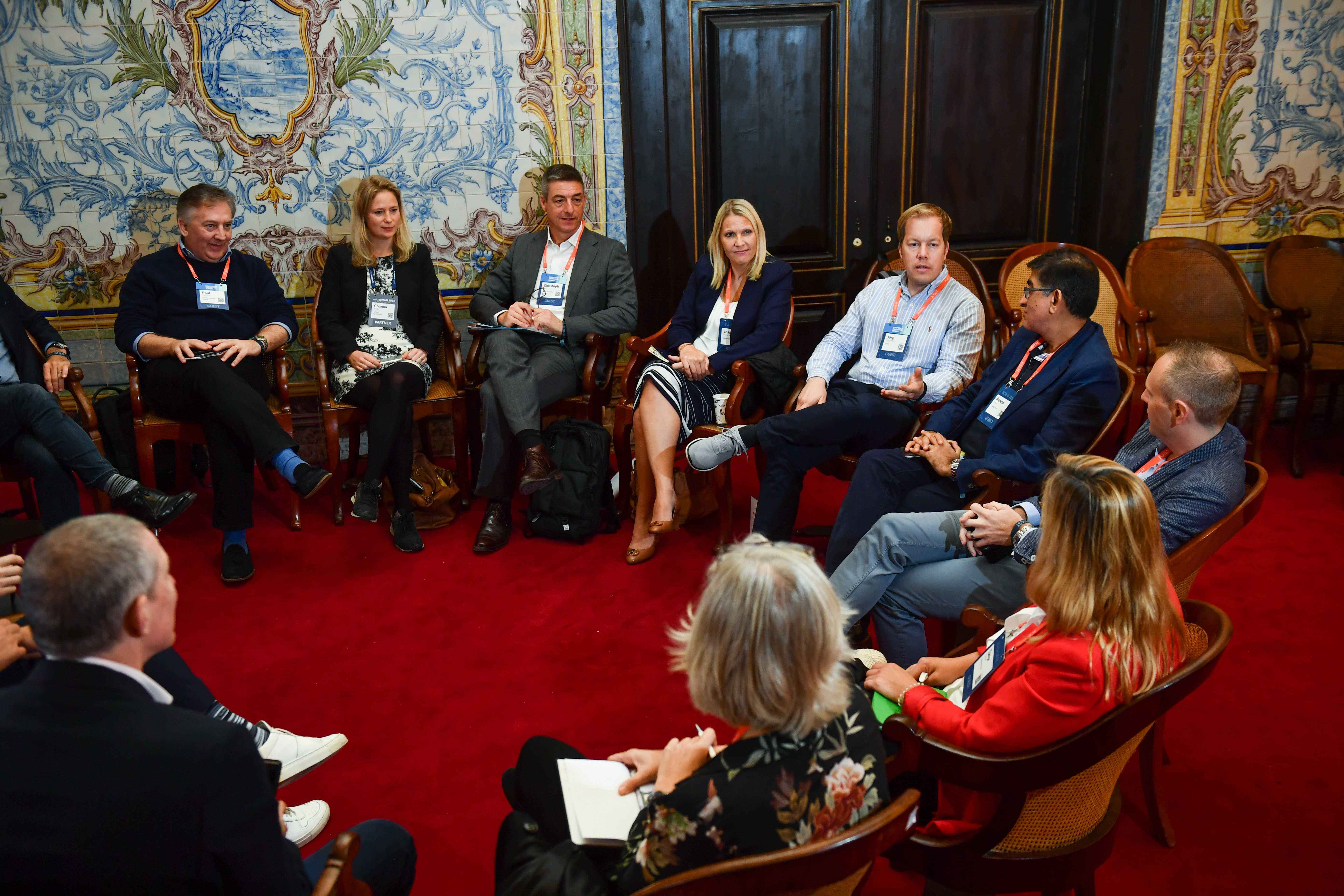